# Карюгіно
Карю́гіно (рос. Карюгино, башк. Карюгин) — присілок у складі Уфимського району Башкортостану, Росія. Входить до складу Красноярської сільської ради.
Населення — 16 осіб (2010; 11 у 2002).
Національний склад:
- росіяни — 73 %